# Konstantin Schubert (Basketballspieler)
Konstantin Schubert (* 23. Mai 1998) ist ein deutscher Basketballspieler.

## Laufbahn
Schubert spielte zunächst beim BC Neu-Isenburg, ehe er zu Eintracht Frankfurt wechselte und gleichzeitig auch in der Jugendabteilung des Bundesligisten Skyliners Frankfurt Spielpraxis sammelte. Im Laufe des Spieljahres 2014/15 feierte er seinen Einstand in der zweiten Frankfurter Herrenmannschaft in der 2. Bundesliga ProB, Anfang Februar 2017 wurde er erstmals in einem Spiel der Basketball-Bundesliga eingesetzt, spielte aber weiterhin vornehmlich in der ProB. Er verließ Frankfurt zu Jahresbeginn 2022 und ging im Rahmen seines Studiums nach Norwegen.